# Juan Ramos Álvarez
Juan Segundo Ramos Álvarez (Vallenar, 6 de septiembre de 1908 - ibídem, 16 de junio de 1949), fue un abogado, poeta e historiador chileno.

## Biografía
Sus padres fueron Juan Antonio Ramos, rico propietario freirinense, que descendía del primer encomendero del valle del Huasco, Jerónimo Ramos de Torres y Saa; y su madre doña Tránsito Álvarez de Ramos, perteneciente también a una de las más antiguas familias del Huasco.
Sus estudios básicos los realizó en la Escuela Particular y luego en la Escuela Superior Nº 1 de Vallenar. Posteriormente ingresó al Seminario Conciliar de La Serena, lugar en que realizó brillantes estudios humanísticos y sacerdotales. Allí nació su inquietud literaria, dirigiendo con acierto un periódico estudiantil. Trabajó en esa publicación con el sacerdote Pedro Vega, querido y destacado periodista y escritor. En esa época el religioso era estudiante como él.
Ramos Álvarez quedó sin padre a temprana edad. Su madre, ya viuda no autorizó que su único hijo viajara a Europa para continuar su formación religiosa para la cual ya estaba seleccionado. Por esta razón, ingresó primero a la Universidad Católica de Chile y posteriormente a la Universidad de Chile, donde realizó con distinción estudios de Derecho.
El destacado estudiante vallenarino en los medios universitarios perteneció a esa pléyade que encabezó entre otros Eduardo Frei Montalva de quien fue compañero de curso en la Universidad Católica.
Los medios de comunicación de Vallenar, lo destacaron en sus páginas por su vibrante oratoria. Como historiador y poeta, poseía una prosa plena de belleza y un depurado estilo. Escribió para La Nación, El Diario Ilustrado y otros medios de prensa de Santiago. En Vallenar, lo hacía para El Noticiero Huasquino, editado por la familia Rojas González, El Eco del Huasco, que publicaba Oscar Emilio Carvajal y la Revista literaria Atacama, que conducía el poeta Carlos Eduardo Proby.
Falleció trágicamente en su ciudad natal, la noche del 16 de junio de 1949, tras celebrar el término de los preparativos de su único libro, y en camino a la residencia de sus familiares en la Hacienda La Compañía.

## Libros
- 1948 - Historia del valle del Huasco, (Primera edición años 1948-1949, Inserciones en El Noticiero Huasquino, diario de Vallenar. Segunda edición año 2007, Compilación Agrupación Cultural Paitanasartes, Impreso en Vallenar por Dos M; tiraje: 500 ejemplares.), relato que se centra casi exclusivamente en la ciudad de Vallenar, con solo menciones en capítulos cortos a otras entidades pobladas de la zona como Freirina, Puerto Huasco y otros enclaves mineros).[4]

## Homenajes póstumos
- En la población Quinta Valle, una calle adornada con árboles y jardines, perpetúa su nombre.[5]